# 牧田政彦
牧田 政彦（まきた まさひこ、1940年1月13日 - ）は長野県出身の元プロ野球選手。左投左打。

## 経歴
長野県伊那北高等学校から1958年に阪急ブレーブスに入団。初登板の西鉄ライオンズ戦で初勝利を挙げ、1963年には初の完投勝利を記録したが、翌1964年に中日ドラゴンズにトレードされ、こちらでは勝利を記録することなく1966年限りで退団した。

## 成績
- 93試合　3勝5敗　防御率 3.87

## 背番号
- 35（1958年 - 1963年）
- 12（1964年）
- 22（1965年 - 1966年）